# Retroculus septentrionalis
Retroculus septentrionalis es una especie de peces de la familia Cichlidae en el orden de los Perciformes.

## Morfología
Los machos pueden llegar alcanzar los 19 cm de longitud total.

## Hábitat
Es una especie de clima tropical.

## Distribución geográfica
Se encuentran en Sudamérica:  cuencas de los ríos Oyapock en Brasil y la Guayana Francesa y del Araguari en el Brasil.